# شهرستان اویسئونگ
شهرستان اویسئونگ (به لاتین: Uiseong County) یک منطقهٔ مسکونی در کره جنوبی است که در جئونسانگبوک-دو واقع شده‌است. شهرستان اویسئونگ ۱٬۱۷۵٫۸۹ کیلومتر مربع مساحت و ۷۱٬۲۱۶ نفر جمعیت دارد.